# Bouville (Sena Marítimo)
Bouville é uma comuna francesa na região administrativa da Normandia, no departamento de Sena Marítimo. Estende-se por uma área de 12,44 km². Em 2010 a comuna tinha 1 002 habitantes (densidade: 80,5 hab./km²).